# LSI Corporation
LSI Corporation és una empresa d'electrònica amb seu a Milpitas, Califòrnia que dissenya semiconductors i programaris que acceleren la memòria, emmagatzematge i xarxa en un centre de dades i xarxes mòbils.

## Història
LSI Corporation va ser fundada com LSI Logic al 1981 a Milpitas, Califòrnia, per Wilfred Corrigan com una companyia per al disseny de semiconductors ASIC després de deixar el seu lloc com a CEO de Fairchild Semiconductor el 1979. Els altres tres fundadors van ser Bill O'Meara (màrqueting i vendes), Rob Walker (enginyeria) i Mitchell "Mick" Bohn (finances). L'empresa va ser inicialment finançada amb 6 milions de dòlars per inversors de capital de risc, entre ells Sequoia capital. Una segona ronda de finançament per 16 milions de dòlars es va completar el març de 1982. La signatura va començar a cotitzar com LSI al Nasdaq el divendres 13 de maig 1983 col·locant 153 milions de dòlars, la major oferta pública inicial de tecnologia fins a aquesta data.
LSI ha construït la seva pròpia fosa, empaquetat i control de qualitat a Milpitas a més d'utilitzar l'excés de capacitat de fabricació de Toshiba, en un exemple primerenc del model de fabricació de semiconductors fabless. LSI Logic s'expandeix a nivell mundial mitjançant empreses afiliades al Japó, Europa i el Canadà. Nihon LSI Logic, amb seu a Tòquio, va ser finançada a l'abril de 1984 mitjançant una oferta privada d'accions per valor de 20 milions de dòlars. LSI Logic Ltd amb seu a Bracknell, Regne Unit es va finançar al juny de 1984 amb una altra oferta privada d'accions per valor de 20 milions de dòlars. LSI Logic Canada amb seu a Calgary, Alberta va començar a cotitzar en la Borsa de Toronto. Cada afiliat va tractar de desenvolupar instal·lacions de producció independent a través d'aliances, adquisicions o de desenvolupament independent. El 1985, l'empresa va entrar en una aliança d'empreses amb Kawasaki Steel, el tercer major fabricant d'acer del Japó, per construir una fosa per import de 100 milions de dòlars a Tsukuba, Japó.
L'empresa va desenvolupar els primers productes ASIC que permeten als clients crear xips gate array mitjançant la seva patentada tecnologia avançada d'eines CAD (anomenat LDS per 'Logic Design System'). Les línies de productes inicials es van basar en la tecnologia Emitter-coupled logic d'alta velocitat, però aviat va canviar a CMOS (Complementary Metal Oxide Semiconductor) que ofereix costos molt més baixos i menors requisits d'energia per als dissenyadors de sistemes. Amb el temps, LSI Logic va augmentar la seva oferta de productes i la biblioteca de propietat intel·lectual mitjançant dissenys pioners en les àrees de cèl·lules estàndard, matrius estructurades, DSPs i microprocessadors (MIPS i SPARC) mentre es desplaçava cap al disseny i desenvolupament complet de productes System on a Chip.
A mesura que el mercat ASIC madura, les eines de disseny de tercers esdevenen prominents i amb l'alt cost dels desenvolupaments fab, LSI va tornar el 2005 a una empresa de semiconductors sense fosa. Durant els seus anys ASIC, LSI Logic inverteix en tecnologies base com ara microprocessadors, dispositius de comunicació, i dispositius de compressió de vídeo com MPEG. Aquestes tecnologies essencials s'han utilitzat juntament amb les compres per situar la fima en millor posició com a amo de la propietat intel·lectual. El 1998 compra Symbios Logic a Hyundai. El març de 2001 adquireix C-Cube per 878 Milions de dòlars en acciones.3 In 2006, El 2006, l'empresa va celebrar els seus 25 anys de negoci.
El 2 d'abril de 2007, LSI va completar la seva fusió amb Agere Systems, i va canviar la seva marca de LSI Logic Corporation a LSI Corporation. Cotitza a la Borsa de Nova York amb el símbol LSI.